# 南東北大学野球連盟
南東北大学野球連盟（みなみとうほくだいがくやきゅうれんめい、英語表記はMINAMI TOHOKU UNIVERSITIES BASE BALL LEAGUE）とは、東北地方の南部3県（南東北）に所在している大学の硬式野球部（ただし仙台六大学野球連盟所属校は除く）で構成された大学野球リーグである。全日本大学野球連盟の傘下団体。

## 略史
全国新制大学野球連盟の北海道と東北の全地域を対象にした北部地区に端を発しているが、後の全日本大学野球連盟の結成に伴い傘下の北部地区大学野球連盟として発足したのが始まり。その後、変遷を経て北部地区内に東北大学野球連盟を結成。北奥羽と南奥羽に分かれたリーグ戦を実施した。（東北大学野球連盟の創設に関しては詳細が不明だが、恐らく同地区内の仙台六大学野球連盟の誕生を機に仙台六大学以外のチームで東北大学連盟を編成したのではないかと思われる。）同じ北部地区内の仙台六大学野球連盟とは並立関係にあり、長らく両連盟間で1つの出場枠を代表決定戦で争った。
その後の全日本大学野球選手権大会の出場枠拡大で北部地区から出場枠が1増になる際、同様の例で通常見られるような地区内の東北と仙台六大学の両連盟が単純独立するのではなく、北部地区内を再編成することになり、東北大学野球連盟・南奥羽リーグは南奥羽大学野球連盟となり、仙台六大学とともに地区の統括組織としての南東北大学野球連盟（南東北地区）を編成した。数年後には南東北地区内の両連盟にもそれぞれ単独の出場枠が与えられ、この地区連盟も解消した。
南東北地区からの独立数年後には、北東北大学野球連盟側との命名イメージ上でバランスをとるために、かつて所属した地区連盟名と同じ南東北大学野球連盟に改名した。
因みに、南奥羽大学野球連盟が発足した当時宮城県内の所属校は皆無で、連盟側も宮城県内の大学は対象外という姿勢を持っており、そのため宮城県内からの初加盟となった石巻専修大学の加盟の際は相当な苦労を伴った。
一時は完全に拒否され、仙台六大学野球連盟にも加盟打診を行なったが許可されず、数年の間は社会人野球連盟加盟のチームとして活動しなくてはならなかった。その後の南奥羽連盟への度重なる加盟打診の結果、数年を経てようやく許可された。加盟当時も「宮城県内には会場設定しない旨了承のこと」等を条件提示されるなど強硬な反応を示された。その後は宮城県内の加盟校も1校増え試合会場も隔たり無く設定され、文字通り東北南部全域を対象としたリーグとして定着している。
2010年代に入ると、主に2部リーグ所属校で部員不足等により休部するチームが相次いだ。事情としては元来小規模な加盟校が多く、また医療系学科を中心にした大学では部員確保や広範囲の移動を伴う活動が難しくなっている。そのため、加盟校数を限定していない連盟としては2018年以降全国で唯一、1部リーグのみでの運営となっている。
※東北地域の他のリーグの詳細については、それぞれの当該連盟記事を参照の事。

## 沿革
※関連団体についても一部記述
- 1947年　全国新制大学野球連盟の結成に伴い北部地区を設置。
- 1952年　全日本大学野球連盟への発展的解消に伴い北部地区大学野球連盟として移行。
- 1955年　全日本大学野球連盟の代表決定に関して北海道地区を分離。
- 1969年　北部地区内に仙台六大学野球連盟が誕生。（代表決定戦については詳細不明）
- 1971年　日本大学工学部、福島大学、山形大学、山形大学工学部の4校にて北部地区傘下の東北大学野球連盟内の南奥羽リーグとして発足。
- 1991年　全日本大学野球選手権大会の出場枠拡大に伴い、北部地区大学野球連盟を改編。東北大学野球連盟南奥羽リーグは南奥羽大学野球連盟として仙台六大学と共に新たに地区連盟としての南東北大学野球連盟を編成。両連盟代表にて地区代表決定戦を開始。
- 1995年　7校での1部2部制に移行。
- 1999年　全日本大学野球選手権大会の単独出場権を獲得。地区連盟としての南東北大学野球連盟を解消。同年から明治神宮野球大会の北海道東北地区代表決定戦にも連盟代表が直接出場。6月に日米大学野球選手権1試合を山形県野球場で行い、リーグより地区代表2選手が出場。
- 2001年　連盟名称を南奥羽大学野球連盟から南東北大学野球連盟へ改称。
- 2011年　東日本大震災の影響により春季リーグ戦中止、全日本大学野球選手権大会の代表決定戦を開催
- 2018年 参加大学数の減少を受け2部を廃止し、8校での1部制のリーグ戦に移行する予定だったが、さらに出場辞退する大学があり6校での1部制のリーグ戦に再変更。

## チーム数の変遷
| 年・期     | 全チーム数 | 1部 | 2部 | 備考                                                                                   |
| ---------- | ---------- | --- | --- | -------------------------------------------------------------------------------------- |
| 1991年春季 | 6          | 6   | -   | 南奥羽大学野球連盟発足（2001年春季から南東北大学野球連盟に名称変更）                   |
| 1995年春季 | 7          | 4   | 3   | 会津大学が加盟 2部リーグ制に移行                                                       |
| 1996年春季 | 8          | 4   | 4   | 東日本国際大学が加盟                                                                   |
| 1998年春季 | 9          | 6   | 3   | 1部を6チームに増加 石巻専修大学が加盟                                                  |
| 1999年春季 | 10         | 6   | 4   | 宮城大学が加盟                                                                         |
| 2003年春季 | 11         | 6   | 5   | 東北公益文科大学が加盟                                                                 |
| 2010年春季 | 10         | 6   | 4   | 奥羽大学が休部                                                                         |
| 2017年春季 | 9          | 6   | 3   | 今季よりいわき明星大学がリーグ戦を欠場                                                 |
| 2018年春季 | 6          | 6   | -   | 会津大学、山形大学工学部、宮城大学が出場辞退 2部の参加校が0となりリーグ戦は1部のみ実施 |

## 運営方法

### 構成
2018年春季以降、加盟校数の内参加校数の関係から6校の1部制で運営を行っている。
2017年秋季までは、前シーズンの成績を基準に最上位リーグを1部リーグ、下位リーグ2部と称してブロックを分けて運営を行なっていた。

### 対戦方法
春季と秋季にそれぞれリーグ戦を実施。

#### 1部
春秋共に2回戦総当たり（同一カード2連戦）による勝率制。（引き分けは再試合なので勝率には計上しない。）
※かつては2戦先勝式の勝ち点制を採っていたが、球場確保や運営上の困難さの理由から勝率制に変更された。
（勝ち点制：同一カードで先に2勝したほうが勝ち点1を獲得し、勝ち点が高いチームが上位とする。）

#### 2部
2017年秋季をもって2部は廃止されているためそれまでの対戦方式
春秋共に2回戦総当たり（1回戦総当りを2巡）による勝率制。

### 順位決定方法

#### 勝率制
当該チームの全勝数を引き分け数を除いた全試合数で割った数値（勝率）が高いチームを上位とする。
勝率が同じ場合は、優劣の決定が必要な場合は決定戦（決定戦の成績はリーグ戦の成績に加算しない）、必要がない場合は前季の順位を基に順位を決める。

## 試合会場
広いエリアに加盟大学が分散しているため、加盟大学の地元を開催場所として、各地の公共野球場を転戦して試合が実施されている。以下に1部リーグ戦で近年主に使用している球場を記す。
しらさわグリーンパーク、山形県野球場、いわきグリーンスタジアム、いわき市平野球場、大熊球場、向山球場、石巻市民球場、郡山総合運動場開成山野球場

## 歴代優勝チーム・入れ替え戦の結果
リーグ創設から2部リーグ制時代
- ○：入れ替え戦の勝者
- ●：入れ替え戦の敗者

| 開催年    | 1部優勝               |                       |                       |  |  |
| --------- | --------------------- | --------------------- | --------------------- |  |  |
| 開催年    | 1部優勝               | 1991春                | 山形大学              |  |  |
| 1991秋    | 日本大学工学部        |                       |                       |  |  |
| 1992春    | 山形大学              |                       |                       |  |  |
| 1992秋    | 日本大学工学部        |                       |                       |  |  |
| 1993春    | 山形大学              |                       |                       |  |  |
| 1993秋    | 日本大学工学部        |                       |                       |  |  |
| 1994春    | 山形大学              |                       |                       |  |  |
|           |                       | 1部・2部入れ替え戦    |                       |  |  |
| 1部最下位 | 2部優勝               |                       |                       |  |  |
| 1994秋    | 福島大学              | 奥羽大学（注1）       |                       |  |  |
| 1995春    | 福島大学              | いわき明星大学○       | 山形大学工学部●       |  |  |
| 1995秋    | 福島大学              | いわき明星大学○       | 山形大学工学部●       |  |  |
| 1996春    | 日本大学工学部        | 山形大学●             | 東日本国際大学○       |  |  |
| 1996秋    | 日本大学工学部        | いわき明星大学○       | 山形大学●             |  |  |
| 1997春    | 東日本国際大学        | いわき明星大学○       | 山形大学●             |  |  |
| 1997秋    | 福島大学              | いわき明星大学（注2） | 山形大学（注2）       |  |  |
| 1998春    | 福島大学              | 山形大学工学部●       | 石巻専修大学○         |  |  |
| 1998秋    | 東日本国際大学        | 石巻専修大学○         | 奥羽大学●             |  |  |
| 1999春    | 福島大学              | 石巻専修大学○         | 奥羽大学●             |  |  |
| 1999秋    | 東日本国際大学        | いわき明星大学○       | 奥羽大学●             |  |  |
| 2000春    | 東日本国際大学        | いわき明星大学○       | 奥羽大学●             |  |  |
| 2000秋    | 東日本国際大学        | 山形大学○             | 奥羽大学●             |  |  |
| 2001春    | 福島大学              | 山形大学○             | 山形大学工学部●       |  |  |
| 2001秋    | 東日本国際大学        | 山形大学●             | 山形大学工学部○       |  |  |
| 2002春    | 石巻専修大学          | 山形大学工学部●       | 山形大学○             |  |  |
| 2002秋    | 東日本国際大学        | 山形大学○             | 山形大学工学部●       |  |  |
| 2003春    | 東日本国際大学        | 山形大学●             | 山形大学工学部○       |  |  |
| 2003秋    | 東日本国際大学        | 山形大学工学部○       | 山形大学●             |  |  |
| 2004春    | 東日本国際大学        | 山形大学工学部○       | 山形大学●             |  |  |
| 2004秋    | 東日本国際大学        | いわき明星大学●       | 山形大学○             |  |  |
| 2005春    | 日本大学工学部        | 山形大学●             | いわき明星大学○       |  |  |
| 2005秋    | 石巻専修大学          | 山形大学工学部●       | 山形大学○             |  |  |
| 2006春    | 石巻専修大学          | 山形大学○             | 山形大学工学部●       |  |  |
| 2006秋    | 東日本国際大学        | いわき明星大学○       | 東北公益文科大学●     |  |  |
| 2007春    | 東日本国際大学        | 山形大学○             | 東北公益文科大学●     |  |  |
| 2007秋    | 東日本国際大学        | いわき明星大学○       | 東北公益文科大学●     |  |  |
| 2008春    | 東日本国際大学        | いわき明星大学○       | 山形大学工学部●       |  |  |
| 2008秋    | 東日本国際大学        | 山形大学○             | 東北公益文科大学●     |  |  |
| 2009春    | 石巻専修大学          | いわき明星大学○       | 東北公益文科大学●     |  |  |
| 2009秋    | 東日本国際大学        | いわき明星大学●       | 山形大学工学部○       |  |  |
| 2010春    | 東日本国際大学        | 山形大学工学部●       | 東北公益文科大学○     |  |  |
| 2010秋    | 石巻専修大学          | 山形大学○             | いわき明星大●         |  |  |
| 2011春    | 東日本国際大学（注3） | 山形大学（注3）       | -                     |  |  |
| 2011秋    | 福島大学              | 日本大学工学部（注4） | 山形大学工学部（注4） |  |  |
| 2012春    | 東日本国際大学        | 山形大学工学部○       | 山形大学●             |  |  |
| 2012秋    | 東日本国際大学        | 福島大学（注5）       | 山形大学（注5）       |  |  |
| 2013春    | 東日本国際大学        | 山形大学工学部●       | 福島大学○             |  |  |
| 2013秋    | 東日本国際大学        | 山形大学○             | 山形大学工学部●       |  |  |
| 2014春    | 東日本国際大学        | 山形大学○             | 山形大学工学部●       |  |  |
| 2014秋    | 東北公益文科大学      | 山形大学○             | 山形大学工学部●       |  |  |
| 2015春    | 東日本国際大学        | 山形大学○             | 山形大学工学部●       |  |  |
| 2015秋    | 東日本国際大学        | 山形大学○             | 会津大学●             |  |  |
| 2016春    | 東日本国際大学        | 山形大学○             | 山形大学工学部●       |  |  |
| 2016秋    | 福島大学              | 日本大学工学部○       | 山形大学工学部●       |  |  |
| 2017春    | 石巻専修大学          | 日本大学工学部○       | 山形大学工学部●       |  |  |
| 2017秋    | 東日本国際大学        | 日本大学工学部（注6） | 山形大学工学部（注6） |  |  |

- 注1：翌シーズンから2部リーグ創設に伴い、1部最下位の奥羽大学、5位の山形大学工学部が2部へ降格。
- 注2：1部の参加チーム数増加（4→6）のため2部への降格なし、2部優勝の山形大学、2位の山形大学工学部が2部に自動昇格。
- 注3：東日本大震災の影響により、リーグ戦ではなく1部在籍チームによる全日本大学野球選手権大会の出場権をかけた代表決定戦を開催。優勝した東日本国際大学が全日本大学野球選手権大会への出場権を獲得。山形大学は出場を辞退、代わりに前季2部優勝のいわき明星大学が代表決定戦に出場。出場辞退の山形大学は来季2部への降格が決定。2部はリーグ戦を中止したため昇格チームはなし、来季1部・2部共に5チームでリーグ戦開催となった。
- 注4：1部の参加チーム数を6チームに戻すため2部への降格なし、2部優勝の山形大学工学部が2部に自動昇格。
- 注5：福島大学が出場を辞退したため自動的に2部へ降格、2部優勝の山形大学が2部に自動昇格。
- 注6:参加チームの減少により1部と2部を統合し来季は1部制で行うため入れ替え戦はなし、当初は2部優勝の山形大学工学部と2位だった宮城大学がリーグ統合により来季より1部へ参戦する予定だったが、その後部員不足を理由に両校とも来季よりリーグ戦出場辞退を発表。来季より1部6チームのみでリーグ戦を行うこととなった。

1部リーグ制時代
- ◎：明治神宮野球大会出場権獲得

| 開催年 | 春季リーグ優勝                               | 秋季リーグ優勝   |
| ------ | -------------------------------------------- | ---------------- |
| 2018   | 東日本国際大学                               | 東日本国際大学◎  |
| 2019   | 東日本国際大学                               | 東北公益文科大学 |
| 2020   | 新型コロナウイルス感染症の影響により開催中止 | 東日本国際大学   |
| 2021   | 石巻専修大学                                 | 東日本国際大学   |
| 2022   | 東日本国際大学                               | 東日本国際大学   |
| 2023   | 東日本国際大学                               | 東日本国際大学   |
| 2024   | 東日本国際大学                               | 東日本国際大学   |
| 2025   | 東日本国際大学                               |                  |

## リーグ優勝回数
1部リーグ
2025年春季リーグ終了時点
| 優勝回数 | 大学             |
| -------- | ---------------- |
| 40       | 東日本国際大学   |
| 9        | 福島大学         |
| 7        | 石巻専修大学     |
| 6        | 日本大学工学部   |
| 4        | 山形大学         |
| 2        | 東北公益文科大学 |

2部リーグ
休止となった2017年秋季リーグ終了時点
| 優勝回数 | 大学                                          |
| -------- | --------------------------------------------- |
| 18       | 山形大学工学部                                |
| 10       | 山形大学                                      |
| 6        | 東北公益文科大学                              |
| 5        | 奥羽大学                                      |
| 2        | いわき明星大学                                |
| 1        | 東日本国際大学 石巻専修大学 福島大学 会津大学 |

### 全国大会成績
※大学選手権＝全日本大学野球選手権大会出場回数、神宮大会＝明治神宮大会出場回数。（大学選手権と神宮大会の実績はリーグ発足以前も含む）
| 学校           | 最終出場大会      | 全国大会 合計出場回数 | 大学選手権 | 神宮大会 | 備考                                 |
| -------------- | ----------------- | --------------------- | ---------- | -------- | ------------------------------------ |
| 東日本国際大学 | 2025年 大学選手権 | 19                    | 18         | 1        | 全日本大学野球選手権大会ベスト4：2回 |
| 石巻専修大学   | 2017年 大学選手権 | 4                     | 4          | -        |                                      |
| 福島大学       | 2001年 大学選手権 | 2                     | 2          | -        |                                      |
| 日本大学工学部 | 2005年 大学選手権 | 1                     | 1          | -        |                                      |

## 加盟大学
2022年秋季リーグ終了時点
- 東日本国際大学
- 東北公益文科大学
- 福島大学
- 石巻専修大学
- 山形大学
- 日本大学工学部

### 過去の加盟校
- 山形大学工学部（部員不足を理由に2018年春季リーグより出場を辞退、2018年秋に脱退）
- いわき明星大学（2016年は部員不足により春季・秋季リーグ共に全試合棄権扱いで不参加、2017年春季リーグより部員不足を理由にリーグ戦欠場、2019年春に脱退）
- 奥羽大学（文学部閉講の影響もあってか、2009年秋季をもって休部、2019年秋に脱退）
- 宮城大学（部員不足を理由に2018年春季リーグより出場を辞退、2020年秋に脱退）
- 会津大学（部員不足等を理由に2018年春季リーグより出場を辞退、2021年秋に脱退）